# Листопадівка (Калінінградська область)
Листопадівка (рос. Листопадовка, нім. Bärholz) — селище Зеленоградського району, Калінінградської області Росії. Входить до складу Красноторовського сільського поселення.
Населення — 15 осіб (2015 рік).

## Населення
| 2002 | 2010 |
| ---- | ---- |
| 21   | ↘15  |